# ای که در کشتن ما هیچ مدارا نکنی
غزلی با مطلع «ای که در کشتن ما هیچ مدارا نکنی»، غزل شمارهٔ ۴۸۰ از دیوانِ حافظ در تصحیحِ محمد قزوینی و قاسم غنی است.

## در اجراها
عبدالوهاب شهیدی در برنامهٔ شمارهٔ ۱۱۲ از مجموعهٔ گل‌های تازه و برنامهٔ شمارهٔ ۳۷۸ از مجموعهٔ یک شاخهٔ گل این غزل را در دستگاهِ سه‌گاه اجرا کرده است.